# São Domingos das Dores
São Domingos das Dores este un oraș în Minas Gerais (MG), Brazilia.